# البنك المركزي الروسي
البنك المركزي للاتحاد الروسي، والذي يعرف أيضاً باسم بنك روسيا (بالروسية: Банк России)، هو البنك المركزي للاتحاد الروسي، تم تأسيسه عام 1860 كالبنك المركزي للإمبراطورية الروسية، والذي كان متمركزاً في شارع نيجلينايا بموسكو. تُوصف مهامه ووظائفه في الدستور الروسي (المادة 75) وفي القانون الفيدرالي الخاص.

## تاريخ

### البنك المركزي للامبراطورية الروسية
قام الإمبراطور بيتر الثالث باتخاذ قرار بناء بنك مركزي للإمبراطورية الروسية في مايو عام 1762 على نمط بنك إنجلترا، وأن يكون له الحق في إصدار العملات الورقية. وعلى الرغم من الانقلاب العسكري في 28 يونيو 1762 وقتل الإمبراطور، إلا أنه تم تنفيذ القرار ببناء البنك. دفع اندلاع الحرب بين روسيا وتركيا في عام 1768 وعجز ميزانية الدولة بإمبراطورة وأوتوقراطة كُل الروس كاثرين الثانية، بالتعاقب، أن تشير إلى فكرة إصدار أموال ورقية. وفي ديسمبر عام 1768، قامت بتأسيس بنك التخصيص المركزي، والذي استمر حتى عام 1818 وتم استبداله بالبنك التجاري المركزي، ولكن تم تأسيس أول هيكل للنظام المصرفي المركزي في 12 يونيو [تبعاً لنظام التقويم القديم 25 مايو] عام 1860 كالبنك المركزي (جوسبانك) للإمبراطورية الروسية والذي تم تأسيسة على أساسات البنك المركزي التجاري وفقاً لأمر إمبراطوري من الإمبراطور ألكسندر الثاني، كما صدق هذا القرار على لوائح البنك. ووفقاً للائحة فإنه بنك ملك للدولة مُعد لغرض الاعتماد قصير الأجل للتجارة والصناعة.
في أوائل عام 1917 أصبح للبنك 11 فرع، 133 مكتب دائم و5 مؤقتين و42 وكالة. في 7 نوفمبر1917، تم إلغاء البنك المركزي واستُبدل ببنك الشعب الذي استمر إلى أن تم تأسيس جوسبانك السوفيتي.

### البنك المركزي للاتحاد الروسي
تم تأسيس البنك المركزي للاتحاد الروسي(بنك روسيا) في 13 يوليو 1990 كنتيجة لتحويل البنك الجمهوري الروسي للبنك المركزي للاتحاد السوفيتي. كان مسئول من المجلس السوفيتي الأعلى للجمهورية الاشتراكية الفيدرالية السوفيتية الروسية. في 2 ديسمبر 1990 قام المجلس الأعلى للجمهورية الاشتراكية الفيدرالية السوفيتية الروسية بإصدار قانون على البنك المركزي للاتحاد الروسي(بنك روسا)، والذي وفقاً له أصبح بنك روسيا كياناً شرعياً، وكان البنك الرئيسي للجمهورية الاشتراكية الفيدرالية السوفيتة الروسية مسئول من المجلس الأعلى للجمهورية الاشتراكية الفيدرالية السوفيتية الروسية. في يونيو 1991 قام بنك روسيا بتبني مرسوم التأسيس. في 20 ديسمبر 1991 تم إلغاء البنك المركزي للجمهورية الاشتراكية الفيدرالية السوفيتية الروسية وتم نقل كل الأصول والديون المستحقة والملكيات في الجمهورية الاشتراكية الفيدرالية السوفيتية الروسية للبنك المركزي للاتحاد الروسي(بنك روسيا)، والذي سُمي فيما بعد بالبنك المركزي للاتحاد الروسي(بنك روسيا). منذ عام 1992 بدأ بنك روسيا في شراء وبيع العملات الأجنبية في سوق التبادل الأجنبي الذي أنشأه البنك، كما بدأ في تأسيس ونشر معدلات التبادل الرسمية للعملات الأجنبية ضد الروبل.

## الدور والواجبات
وفقاً للدستور فإن البنك كيان مستقل ومسئوليته الأولى حماية استقرار العملة الوطنية والتي هي الروبل. وهو المنظم الرئيسي للصناعة المصرفية الروسية، ومسئول عن تراخيص الصرافة، وقواعد عمليات الصرافة ومعايير الحسابات، كما يعمل كمُقرض أخير للهيئات المُقرضة.
كما أن له حق حصري في سك عملات الروبل الورقية والمعدنية من خلال مصانع سك العملات في موسكو وشارع بيترسبيرج ومصنع سك العملات بجوزمك. قام البنك المركزي بصك عملات معدنية تذكارية من المعادن النفسية وغير النفيسة بالإضافة إلى العملات الاستثمارية المصنعة من المعادن النفيسة، والتي تم توزيعها داخل وخارج الدولة. في عام 2010 احتفالاً بالذكرى المائة وخمسين قام البنك بصك عملات استثمارية بوزن 5 كيلوجرام من الذهب للإمبراطور ألكسندر الثاني.
وفقاً للقانون الروسي، فلابد من نقل نصف أرباح البنك إلى الميزانية الفيدرالية للحكومة. كما أن البنك المركزي الروسي عضو في مؤسسة بنك التسويات الدولية. ويمتلك البنك الروسي حصة 57.58% في سبيربانك، والذي هو بنك الدولة التجاري الرائد.

## رئيس البنك المركزي الروسي
رئيس مجلس إدارة البنك المركزي هو رئيس نظام الصرافة المركزية للاتحاد الروسي. يقوم الرئيس الروسي باختيار رئيس مجلس الإدارة، ويعمل لفترة أربعة أعوام بعد التعيين. يمكن أن يتم تعيين الرئيس لعدة فترات متتالية(فقد كان سيرجي إيجانتيف رئيس البنك المركزي لمدة 11 عام، وتم تعيينه ثلاثة مرات في أطول فترة خدمة في روسيا بعد الحكم السوفيتي).

## السياسة
في ديسمبر 2014 وفي أثناء انخفاض أسعار البترول العالمية، والقبول الغربي للأزمة الأوكرانية، وهروب رؤوس الأموال، والخوف من الفتور الاقتصادي، قام البنك بزيادة الحد الأدنى الأسبوعي من معدلات استعادة الملكية المبيعة بالمزادات بمقدار 6.5 نقطة ليصل 17%. وتسبب ذلك في انخفاض سعر الروبل، وفي 29 يناير قام البنك بتقليل المعدل بمقدار نقطتين ليصبح 15%.
في يناير 2015، تم استبدال رئيس السياسة المالية كسينيا يوديفيا، والذي كان مؤيداً لسياسة محاربة التضخم الصارمة، بديميتري تولين، والذي كان يُرى على أنه مقبول أكثر لدي أصحاب البنوك والذين كانوا يطالبون بتقليل معدلات الفائدة.